# Nemoura persica
Nemoura persica är en bäcksländeart som beskrevs av Peter Zwick 1980. Nemoura persica ingår i släktet Nemoura och familjen kryssbäcksländor. Inga underarter finns listade i Catalogue of Life.